# Víctor Tevah Tellias
Víctor Tevah Tellias (Esmirna, Grecia, 26 de abril de 1912 - Santiago, Chile, 3 de febrero de 1988), fue un director de orquesta y violinista chileno, de ascendencia greco-judía, galardonado con el Premio Nacional de Arte de Chile mención música en 1980.
Tevah fue el director de la Orquesta Sinfónica de Chile entre 1947 y 1957, 1962 y 1966, y 1976 y 1986. Estrenó 88 obras de compositores chilenos, lo que constituye el cuerpo principal de la producción sinfónica nacional del siglo XX. 
Además, entre 1961 y 1962, fue director titular de la Orquesta Sinfónica Nacional de Argentina, con la que grabó varios discos, y entre 1966 y 1974, director de la Orquesta Sinfónica de Puerto Rico.

## Biografía

### Formación como violinista
Nació durante un viaje de su madre a su tierra natal, Grecia. Llegó a Chile en septiembre de 1912 y fue inscrito en Valparaíso como ciudadano chileno. Posteriormente, para evitar cualquier problema legal, solicitó y obtuvo carta de ciudadanía en 1943. En 1920 se trasladó con su familia a Santiago, donde realizó estudios musicales en el Conservatorio Nacional entre 1921 y 1930, de violín con Guillermo Navarro y Werner Fischer, y de conjunto instrumental con Enrique Soro. Las altas calificaciones de su examen de grado y la obtención del Premio Orrego-Carvallo en 1930 le abrieron las puertas de su carrera como solista. Entre 1931 y 1932 realizó estudios de perfeccionamiento de violín en la Hochschüle für Musik de Berlín.
A su regreso a Chile, fue profesor de Violín y de Conjunto instrumental en el Conservatorio Nacional entre 1932 y 1938, y primer violín (o concertino) de la Orquesta de la Asociación Nacional de Conciertos Sinfónicos. Con ella estrenó en Chile obras capitales de la literatura violinística, ejecutadas bajo la dirección del maestro Armando Carvajal, una de las figuras claves de la historia musical chilena del siglo XX, quien estrenó en el país muchas obras de compositores chilenos, latinoamericanos y europeos, lo que en cierta medida trazó el sendero de la ulterior carrera de Víctor Tevah como director de orquesta.

### Carrera como director de orquesta
En 1941 ingresó como concertino a la recién creada Orquesta Sinfónica de Chile, pero ya en este período su carrera comenzó a definirse, de forma autodidacta, a favor de la dirección orquestal. En 1941, Tevah dirigió sus primeros conciertos frente a la misma Orquesta. En 1944 fue nombrado director ayudante y en 1947 alcanzó el grado de Director Titular, puesto que ocupó por diez años y que, luego de una breve ausencia, volvió a ejercer entre 1962 y 1966 y entre 1976 y 1986.
Fue invitado a dirigir por toda América Latina y, entre 1961 y 1962, fue director Titular de la Orquesta Sinfónica Nacional de Argentina, conjunto con el que realizó una importante serie de discos con obras de compositores argentinos. Desde 1966 hasta 1974 se desempeñó en varios cargos, particularmente en Puerto Rico, donde fue director de la Orquesta del Festival Pablo Casals, Director de la Orquesta Sinfónica de Puerto Rico y Decano y profesor del Conservatorio de Puerto Rico, institución en la que desarrolló una intensa labor docente.
Sus actuaciones en el extranjero fueron siempre destacadas por la crítica. En dos ocasiones la revista musical argentina Polifonía le otorgó un galardón por ser el intérprete americano (no argentino) que más destacada actuación ha tenido en Buenos Aires, primero por su labor durante la temporada de 1953 frente a la Orquesta Sinfónica Municipal, en el Teatro Colón, y posteriormente por sus conciertos con la orquesta de la Asociación Amigos de la Música, durante la temporada de 1955. De su larga y fructífera asociación con Pablo Casals se puede destacar la presentación del oratorio "El Pesebre" en la Ciudad de México en enero de 1961, inmediatamente después del estreno mundial en Acapulco, bajo la dirección de Casals. Regresó a Chile en 1974, para retomar dos años más tarde su cargo de director titular de la Orquesta Sinfónica de Chile.

### Estreno de obras
Entre 1941 y 1980 estrenó en Chile 192 obras: 104 de compositores europeos y latinoamericanos y 88 de compositores chilenos. Sus estrenos de obras chilenas cubren una parte importante de la producción sinfónica nacional, escrita en una muy amplia variedad de lenguajes y estilos.
Entre los autores de esas obras se puede mencionar a Remigio Acevedo, Andrés Alcalde, Leni Alexander, René Amengual, Gustavo Becerra, Próspero Bisquertt, Gabriel Brncic, Salvador Candiani, Acario Cotapos, Roberto Falabella, Fré Focke, Fernando García, Celso Garrido Lecca, Luis Esteban Giarda, Alejandro Guarello, Federico Heinlein, Hans Helfritz, Ángel Hurtado, Carlos Isamitt, Tomás Lefever, Juan Lémann, Alfonso Letelier, Eduardo Maturana, Alfonso Montecinos, Juan Orrego Salas, Roberto Puelma, José Quintano, Abelardo Quinteros, Carlos Riesco, Domingo Santa Cruz, Claudio Spies, Emeric Stefaniai, Jorge Urrutia Blondel y Darwin Vargas. Cabe agregar numerosas grabaciones en disco de obras de compositores chilenos, entre los qué se encuentran Pedro Humberto Allende, Becerra, Bisquertt, Cotapos, Garrido Lecca, Alfonso Leng, Letelier, Orrego Salas, Santa Cruz, León Schidlowsky, Enrique Soro y Urrutia Blondel.
Igualmente significativa resulta su participación en el Ballet Nacional Chileno. Dirigió en 1951 la música para el estreno de "El umbral del sueño", el primer ballet creado exclusivamente por chilenos, con música de Juan Orrego Salas, coreografía de Malucha Solari y escenografía de Fernando Debesa. También participó en el estreno y la difusión de muchos otros ballets que jalonan la época de oro de la danza en Chile.
Esta ingente labor corresponde al corpus principal de la producción sinfónica nacional del siglo XX, lo cual explica la importancia de este director cuya nutrida trayectoria le valió el Premio Nacional de Arte de Chile, mención música en 1980, otorgado por «su extraordinaria calidad como director de orquesta y su trascendencia tanto en Chile como en el extranjero». Fue el primer artista músico que obtuvo el Premio sin ser compositor.

### Orquestación del Himno Nacional
En 1957 presentó su orquestación del Himno Nacional de Chile, dedicada al Instituto de Extensión Musical de la Universidad de Chile, como recuerdo a su salida del puesto de director de la Orquesta Sinfónica de Chile ese mismo año. En 1980, el gobierno de Chile le encargó la orquestación oficial del Himno Nacional.